# Гайкокрут

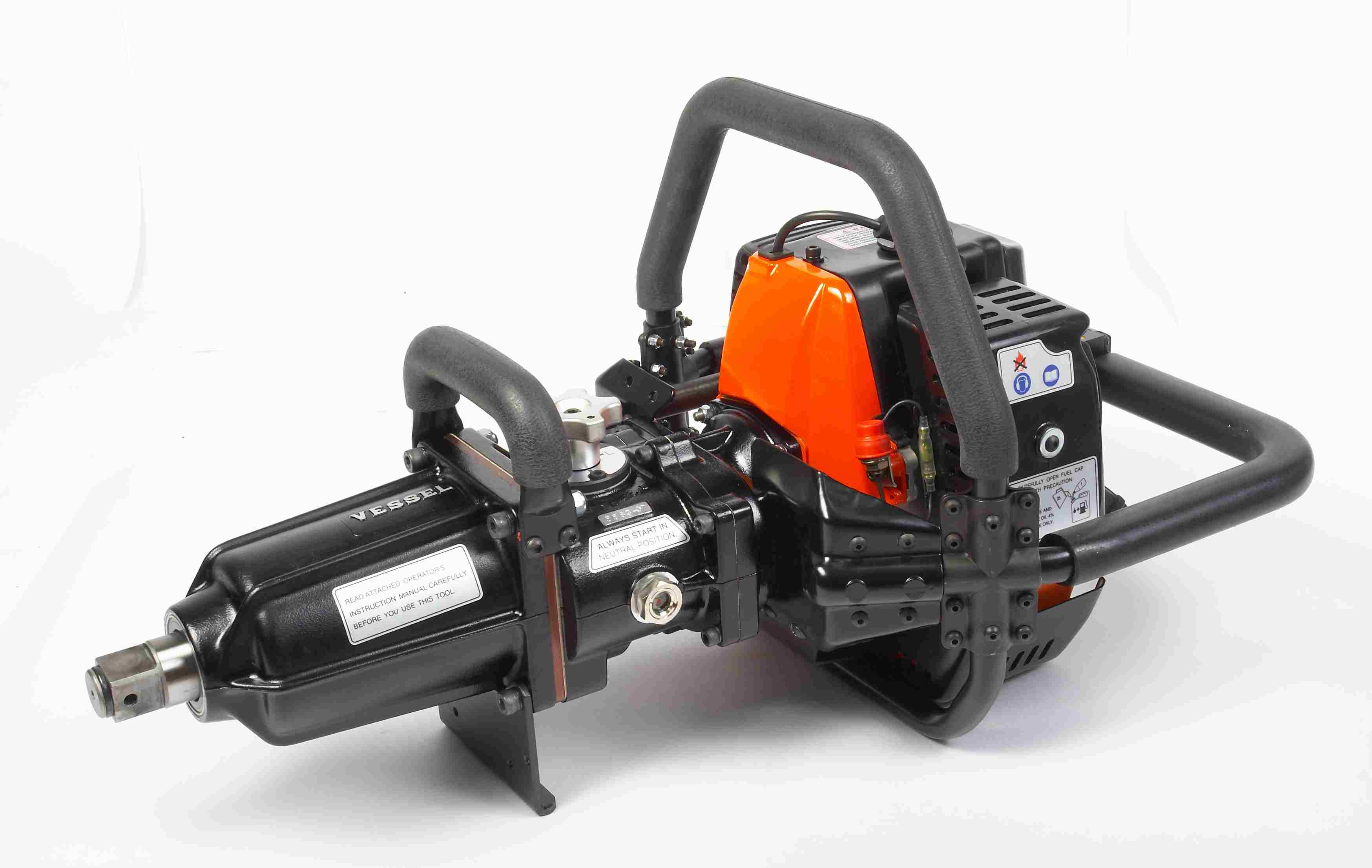
Бензиновий гайкокрут

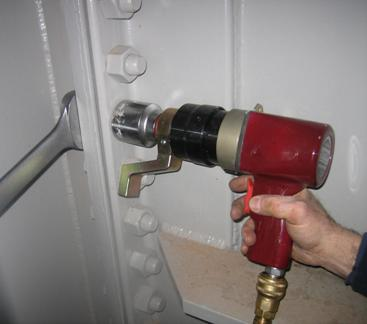
Пневматичний гайкокрут

Гайкокрут (англ. impact driver) — ручний інструмент, що призначений для закручування і відкручування різьбових з'єднань на болтах і гайках, а також для вкручування і викручування глухарів і анкер-шурупів, з регульованим крутним моментом.
Гайкокрути поділяються на:
- Електричні гайкокрути
- Пневматичні гайкокрути
- Гідравлічні гайкокрути
- Бензинові гайкокрути